# ナムグン・ミン
ナムグン・ミン（남궁민、1978年3月12日 - ）は、韓国の俳優。

## プロフィール
身長177cm、体重70kg、血液型B型。中央大学校機械工学科卒業。
大学時代に、MBCタレントオーディションの募集広告に興味を持ち、芸能プロダクションやオーディションに直談判をし続け、2002年、シットコム『大当たり家族』（SBS）でデビュー。
2004年、『かけがえのない我が子』（KBS）で初主役。
2006年8月31日に論山訓練所に入隊。その後、京畿道高陽市庁で2年2カ月間にわたる公益勤務を勤め、2008年10月17日に除隊。
2010年、ドラマ『富豪の誕生』(セレブの誕生)で完全復帰。

## 出演作品

### テレビドラマ
- 大当たり家族（2002年、SBS）
- ウィリアムのために（2003年、KBS）
- 薔薇の垣根（2003年、KBS）
- 真珠の首飾り（2003年-2004年、KBS） - ファン・ジュノ役
- かびの花（2003年、KBS）
- 愛したあとに（2004年、KBS）- ウンジェ役
- かけがえのない我が子（2004年-2005年、KBS） - アン・ジングク役
- イヴのカフェ（2004年、KBS）
- バラ色の人生（2005年、KBS） - チ・パクサ役
- ある素敵な日（2006年、MBC） - カン・ドンハ役
- 富豪の誕生(セレブの誕生) （2010年、KBS） - チュ・ウンソク役
- 私の心が聞こえる? (2011年、MBC） - チャン・ジュナ／ポン・マル役
- スチール写真（2012年、KBS）-キム・ヒョンス役
- 清潭洞アリス（2012年、SBS） - 主演：ソ・インチャン役[2]
- ホジュン〜伝説の心医〜（2013年、MBC） - ユ・ドジ役[3][4]
- 失業手当ロマンス（2013年、Eチャンネル） - 主演：キム・ジョンテ役[5]
- 抱きしめたい〜ロマンスが必要〜（2014年、tvN） - カン・テユン役[6]
- 12年ぶりの再会〜ダルレになったチャングク〜（2014年、JTBC） - 主演：ユ・ジュンス役[7]
- マイシークレットホテル（2014年、tvN） - 主演：チョ・ソンギョム役[8]
- 匂いを見る少女（2015年、SBS） - 主演：クォン・ジェヒ役[9]
- リメンバー〜記憶の彼方へ〜（2015年-2016年、SBS） - ナム・ギュマン役[10][11]
- たった一人の君へ（2016年、TV朝鮮）※制作中止[12]
- 野獣の美女コンシム（2016年、SBS） - 主演：アン・ダンテ／ソク・ジュンピョ役[13][14]
- ドクターズ〜恋する気持ち〜（2016年、SBS） - ナム・パラム役（カメオ出演）[15]
- キム課長とソ理事〜Bravo! Your Life〜（2017年、KBS2） - 主演：キム・ソンリョン役[16][17]
- マン・ツー・マン（2017年、JTBC） - ナム・ギュマン役（カメオ出演）[18]
- 操作（2017年、SBS） - 主演：ハン・ムヨン役[19]
- 恋のトリセツ～フンナムとジョンウムの恋愛日誌～（2018年、SBS） - 主演：カン・フンナム役[20][21]
- ドクター・プリズナー（2019年、KBS） - 主演：ナ・イジェ役[22]
- ストーブリーグ（2019年-2020年、SBS） - 主演：ベク・スンス役[23]
- 昼と夜（2020年-2021年、tvN） - 主演：ト・ジョンウ役[24][25]
- 黒い太陽（2021年、MBC） - 主演：ハン・ジヒョク役[26]
- わずか1000ウォンの弁護士（2022年、SBS） - 主演：チョン・ジフン役[27]
- 恋人〜あの日聞いた花の咲く音〜（2023年、MBC） - 主演：イ・ジャンヒョン役[28]
- 私たちの映画（2025年、SBS） - 主演：イ・ジェハ役

### 映画
- バンジージャンプする（2001年）
- 悪い男（2002年）
- 卑劣な街（2006年）
- ビューティフル・サンデー（2007年）
- Light My Fire (2015年) ※初監督作品（出演はなし）[29]
- 薄緑の月色(中国映画、2015年)[30]
- 非正規職特殊要員（2017年）- ミンソク役
- パートタイム・スパイ　(2017年)[31]

### バラエティ
- ハッピートゥゲザー　(2004年、KBS）
- ハッピートゥゲザー·フレンズ（2005年、KBS）
- 野心 (2005年、SBS）
- セクションTV芸能通信<ライジングスター>(2011年、MBC）
- ペク・チヨンのPeople Inside（2012年、tvN）[32]
- 私たち結婚しました４（2014年、MBC）[33]
- ラジオスター（2014年、MBC）[34][35]
- 私、MBCにハマってしまった（2014年、MBC）- MC[36]
- 未来、テレビを見る（2014年、MBC）- MC
- SBSテレビ芸能（2016年、SBS）[37]
- 良く食べて良く生きる方法-食事しましたか？（2016年、SBS）[38]
- SNL KOREA（2016年、tvN）[39][40]
- 芸能街中継（2016年、KBS 2TV）[41]
- ラジオスター（2016年、MBC）[42]
- 歌の戦い－勝負（2016年、KBS 2TV）- MC[43][44]
- ハッピートゥゲザー3（2017年、KBS 2TV）[45]
- ギャグコンサート（2017年、KBS 2TV）[46]
- 私は一人で暮らす（2017年、MBC）[47]
- 人生酒場（2017年、tvN）[48]
- ドリームガールズ（2018年、KBS）[49]
- 知ってるお兄さん（2018年、JTBC）
- ハッピートゥゲザー4（2019年、KBS 2TV）[50]
- 私は一人で暮らす#298 #299 #322 #323（2019年、MBC）[51]
- I-LAND PART1 / PART2（2020年）- MC[52][53]
- スタジオK（2020、KBS）
- みにくいうちの子（2021、SBS）
- ユ・クイズ ON THE BLOCK（2023年、tvN）
- 知ってるお兄さん（2024年、JTBC）

### ラジオ
- ソン・ウニ、キム・スクのお姉さんのラジオ（2018年、SBSラブFM）[54]

### ミュージックビデオ
- ホン・ジニョン「生きることは」[55][56]
- ヒョミン（T-ARA）「SKETCH」[57]

## 雑誌
- 「Singles」2012年4月号[58]
- 「SURE」2013年12月号[59]
- 「SURE」2016年1月号[60]
- 「The Celebrity」2016年9月号[61]
- 「Singles」2017年7月号[62]
- 「COSMOPOLITAN」2017年9月号[63]
- 「COSMOPOLITAN」2020年1月号[64]
- 「DUGOUT」2020年3月号[65]

## イベント

### ファンミーティング
| 年度 | タイトル                                                    | 開催日                  | 開催国                       | 参考                 |
| ---- | ----------------------------------------------------------- | ----------------------- | ---------------------------- | -------------------- |
| 2012 | ナムグン・ミン Fan Meeting in OSAKA                         | 11月3日                 | 日本大阪                     | [ 66 ] [ 67 ]        |
| 2013 | ナムグン・ミン Fan Meeting in TOKYO                         | 1月12日                 | 日本東京                     | [ 68 ]               |
| 2013 | NAMGUNG MIN OFFLINE EVENT TOUR ～Welcome to DREAMIN PARTY～ | 10月6日 10月8日 10月9日 | 日本東京 日本大阪 日本名古屋 | [ 69 ] [ 70 ] [ 71 ] |
| 2016 | Nam Koong Min Fanmeeting 2016 “Remember You...♥”            | 3月27日                 | 日本東京                     | [ 72 ]               |

## 賞とノミネート

### 受賞
- 1999年「KMTVミュージックスターコンテスト 大賞」

- 2003年「KBS演技大賞 単幕劇特集賞」
- 2005年「KBS演技大賞 人気賞」
- 2014年「MBC放送芸能大賞 ベストニュースター賞」[73]
- 2015年「SBS演技大賞 特別演技賞」[74]
- 2016年「第4回ドラマフィーバー・アワード 最高の悪役賞」[75]
- 2016年「第5回APANスターアワード 優秀俳優賞」
- 2016年「第1回Asia Artist Awards ドラマ部門ベストセレブリティ賞」[76][77]
- 2016年「KBS芸能大賞 ベストエンターテイナー賞」[78]
- 2016年「SBS演技大賞 最優秀俳優賞」[79]
- 2016年「SBS演技大賞 10スター賞」[80]
- 2017年「第44回韓国放送大賞 俳優部門個人賞」[81][82]
- 2017年「第8回大韓民国大衆文化芸術賞 文化体育観光部長官表彰」[83]
- 2017年「第2回Asia Artist Awards 最優秀俳優賞」[84]
- 2017年「KBS演技大賞 最優秀俳優賞」
- 2017年「KBS演技大賞 ベストカップル賞 with イ・ジュノ」
- 2017年「SBS演技大賞 最優秀俳優賞」
- 2020年「第33回グリメ賞 最優秀俳優賞」[85]
- 2020年「SBS演技大賞 大賞」[86]
- 2021年「第33回大韓民国PD賞 最優秀俳優賞」
- 2021年「MBC演技大賞　大賞」
- 2023年「MBC演技大賞　大賞」
- 2024年「第60回百想芸術大賞 テレビ部門 男性最優秀演技賞」

### ノミネート
- 2003年「KBS演技大賞 新人俳優賞」
- 2011年「MBC演技大賞 優秀俳優賞」
- 2012年「KBS演技大賞 最優秀俳優賞」
- 2013年「MBC演技大賞 優秀俳優賞」
- 2014年「MBC芸能大賞 ベストカップル賞 with ホン・ジニョン」[87]
- 2016年「第52回百想芸術大賞 TV部門最優秀俳優賞」
- 2016年「SBS演技大賞 ベストカップル賞 with ミナ（Girl's Day）」[88]
- 2017年「第53回百想芸術大賞 TV部門最優秀俳優賞」
- 2017年「第10回コリアドラマアワード 最優秀俳優賞」
- 2017年「第1回ソウルアワード 最優秀俳優賞」
- 2017年「KBS演技大賞 優秀俳優賞」
- 2019年「KBS演技大賞 最優秀俳優賞」
- 2019年「KBS演技大賞 優秀俳優賞」
- 2020年「第56回百想芸術大賞 TV部門最優秀俳優賞」[89]
- 2020年「SBS演技大賞 最優秀俳優賞」
- 2021年「第7回APANスターアワード 最優秀俳優賞」
- 2021年「第7回APANスターアワード 人気俳優賞」